# Roger Maris
Roger Eugene Maris (* 10. September 1934 in Hibbing, Minnesota; † 14. Dezember 1985 in Houston, Texas) war ein US-amerikanischer Baseballspieler in der Major League Baseball (MLB). Er spielte für die Cleveland Indians (1957/58), die Kansas City Athletics (1958/59), die New York Yankees (1960–66) sowie die St. Louis Cardinals (1967/68). Er spielte sieben Mal im Finale der MLB, der World Series (1960, 1961, 1962, 1963, 1964, 1967, 1968), und gewann diese drei Mal (1961, 1962 und 1967). Er schlug in seiner Karriere 275 Home Runs.

## Single-Season Home Runs

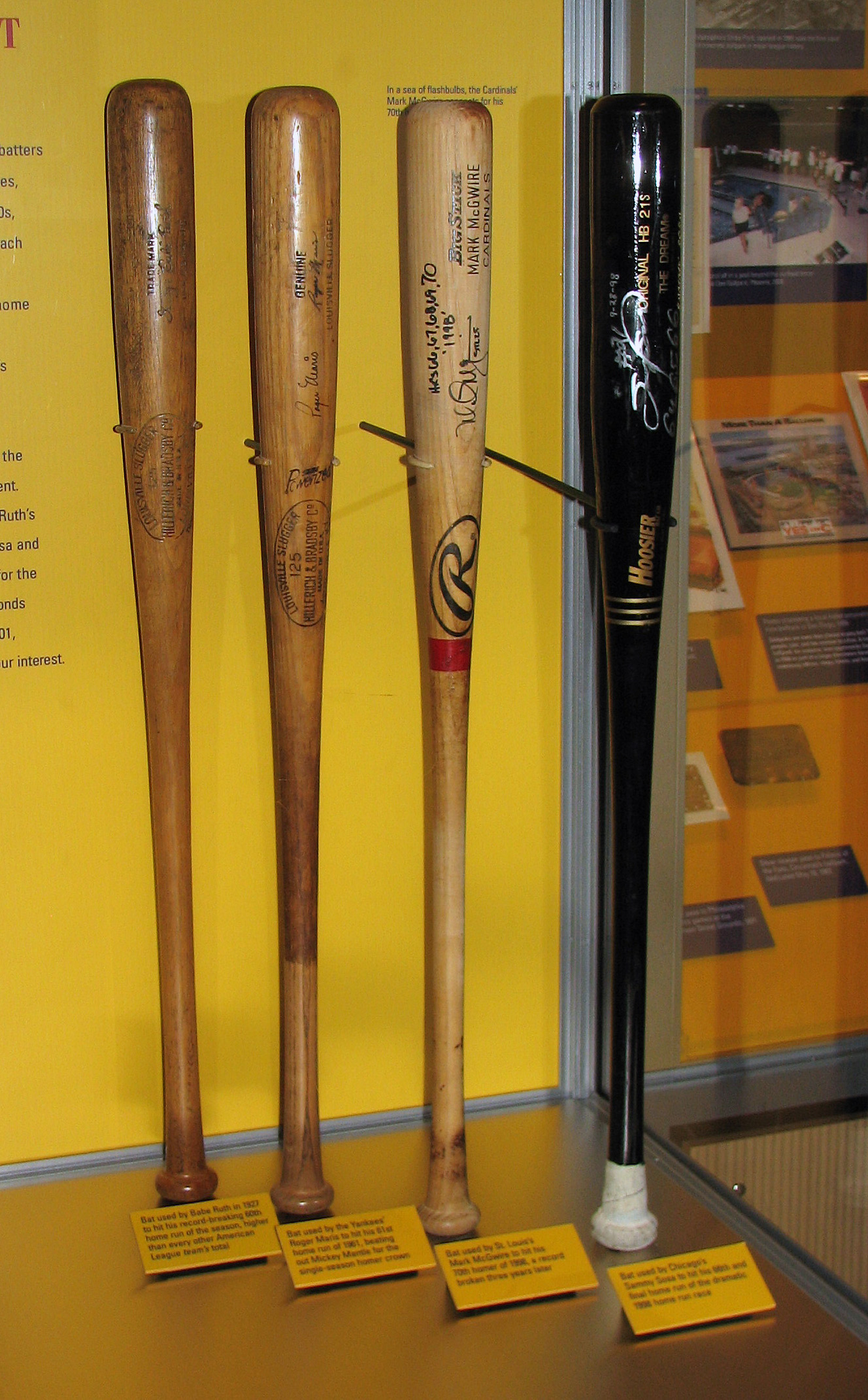
Roger Maris’ Schläger den er bei seinem 61. Home Run benutzte (2. von links)

Berühmt wurde Roger Maris durch seine 61 Single-Season Home Runs im Jahr 1961, er überbot dabei den alten Rekord von Babe Ruth mit 60 Home Runs aus dem Jahr 1927 und wurde mit der Sportler des Jahres-Auszeichnung von Associated Press geehrt. Maris konkurrierte dabei sehr mit seinem Teamkameraden Mickey Mantle, der, obgleich wohl der insgesamt bessere Spieler, aufgrund von Verletzungen diese Zahl an Home Runs in einer Saison nie erreichen konnte. Für die Zeitgenossen war 1961 wichtig, dass Maris durch die Aufstockung der Major League Baseball von einer Erhöhung der Gesamtspielzahl gegenüber Ruth profitierte. Ruth hatte in 154 Spielen Gelegenheit zum Home Run, Maris in 162 Spielen. Im 154. Saisonspiel erzielte Maris seinen 59. Home Run, so dass Ruths Rekord aus Sicht von Puristen unangetastet blieb.
Erst 1998 überbot Mark McGwire mit dem 62. seiner insgesamt 70 Single-Season Home Runs Maris’ Rekord. Über diesem neuen Rekord (und den weiteren durch Barry Bonds) liegt freilich ein Schatten, da wahrscheinlich leistungssteigernde Mittel (Steroide) für diese Rekorde mitverantwortlich gemacht werden können. Aaron Judge zog im September 2022 mit Maris gleich.

## Sonstiges
Roger Maris’ Trikotnummer #9 wird für Spieler der New York Yankees nicht mehr vergeben. Sein Trikot wurde am 21. Juli 1984 in einer Zeremonie im Yankee Stadium aufgehängt.
Maris ist einer der wenigen Rekordhalter im Baseball, der nicht in die Baseball Hall of Fame aufgenommen wurde; eine Entscheidung, die bei vielen Fans Unverständnis hervorruft. Maris starb an Krebs und ist in seiner Heimatstadt Fargo, North Dakota beerdigt. Die Stadt Fargo hat unter anderem eine Straße nach ihm benannt und ein Roger Maris Museum eingerichtet.
Die Geschichte von Roger Maris’ 61 Home Runs wurde 2001 in dem TV-Spielfilm 61* von Billy Crystal nach dem Drehbuch von Hank Steinberg verfilmt. Roger Maris wurde von Barry Pepper gespielt.